# Brânză de burduf

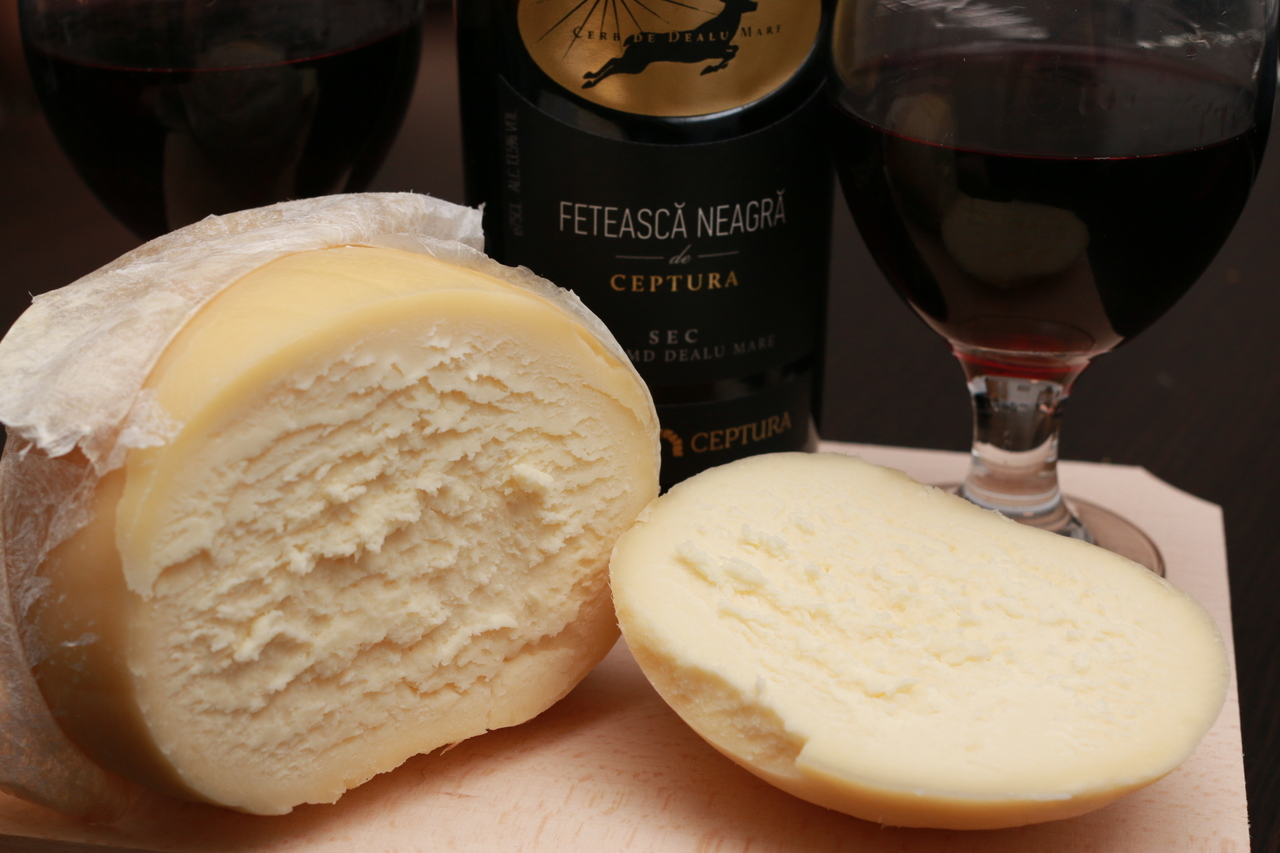
Brânză de burduf

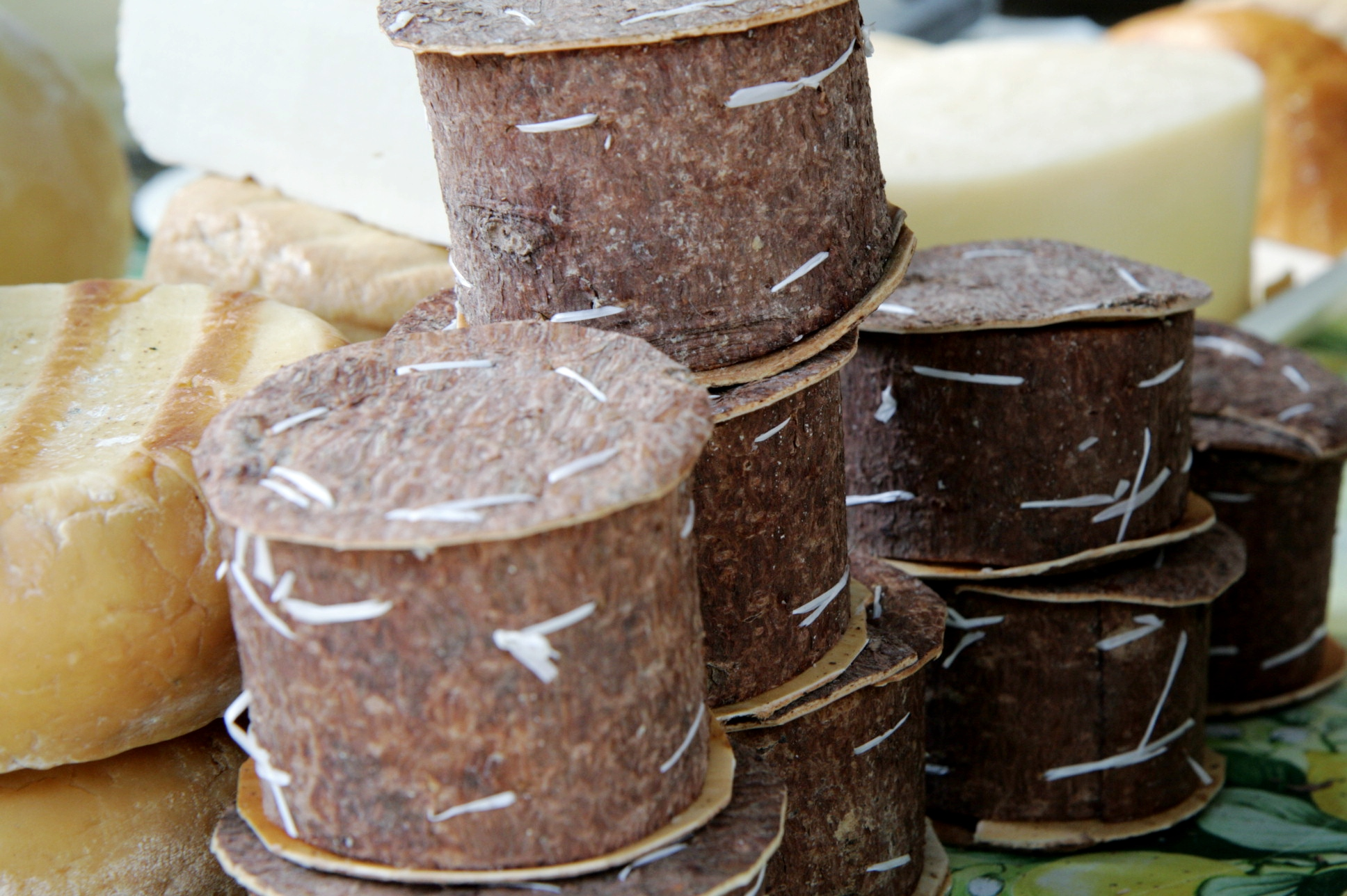
Brânză de burduf în scoarță de copac

Brânza de burduf, cunoscută și sub numele mai generic de brânză frământată, este una dintre specialitățile culinare românești preparate tradițional la stâna de munte. 
Este o brânză de oaie sărată, fermentată, destul de compactă dar păstoasă, învelită într-o pojghiță naturală animală. 

## Preparare
De obicei, după două-trei mulsuri, din cantitatea de lapte obținută, se trece la prepararea cașului.  
Prepararea cașului constă în: strecurarea laptelui, turnarea într-un vas din lemn de brad (ciubăr sau închegătoare), încălzirea, adăugarea cheagului (cheag natural  de miel). După prinderea laptelui, urmează separarea cașului de zer cu ajutorul unei site sau (mai recent) a unei pânze de tifon (sedilă). Cașul trebuie bine stors (deseori pus la presă), altfel zerul rămas se alterează și dă produsului final un gust acid neplăcut. 
După scurgerea zerului se obține o roată de circa 50-60 cm în diametru și o grosime de 12-14 cm. Cantitatea de caș produsă în două-trei zile se depozitează în cutii de lemn (cotețe) de formă paralelipipedică, având dimensiuni de circa 80 x 80 x 100 sau în butoaie de lemn (buduroaie în zona Brașov). Cutiile sunt făcute din scânduri late de aprox. 10 cm cu interspații de 1-2 mm (pentru ventilație) și sunt depozitate într-o cameră mai întunecoasă. Într-o cutie intră până la 6-7 roți de caș. Se acoperă cutia și se lasă la fermentat (dospit) între 7 și 14 zile, în funcție de temperatură; apoi cașul dospit se taie felii și se zdrobește sau se trece prin mașina de tocat carne. Se sărează, se frământă bine în copăi mari de lemn și în final se îndeasă în burduf, care se închide prin coasere.
Burduful este făcut din piele sau stomac de oaie, capră sau bivol. Pielea de oaie este preparată în principal prin smulgerea lânii și opărire. Un burduf de mai mari dimensiuni se poate obține din două sau mai multe piei de oaie, cusute pe margine cu șuvițe de piele, rezultând un "sac" în care pot să intre 15 - 20 kg de brânză. Pe măsura producerii burdufurilor, acestea se depozitează pe pământ în aceeași cameră cu cutiile (cotețe) de dospire a cașului până la coborârea oilor de la munte, toamna târziu. 
În loc de burduf se mai folosește scoarță de brad, tăiată și cusută în formă de recipiente cilindrice. Brânza astfel prezentată este cunoscută sub numele de brânză de coșuleț și are o puternică aromă de rășină care amintește de cea a brânzei de tip Vacherin Mont-d'Or din zona masivului Jura.